# Anders Ulrik Isberg den yngre
Anders Ulrik Martin Isberg, född 27 oktober 1867 i Malmö, död 10 september 1940 i Lomma församling, var en svensk arkivarie. Han var son till Anders Ulrik Isberg den äldre och farbror till Hagbard Isberg.
Isberg blev student vid Lunds universitet 1889 och avlade hovrättsexamen där 1894. Han var från 1897 verksam som advokat i Malmö och blev vid Malmö stadsarkivs tillkomst 1903 stadens förste stadsarkivarie. Han anlade 1905–1906 Lomma villastad och var initiativtagare till flera företag där. Han var medstiftare av och styrelseledamot i Malmö fornminnesförening, ledamot av Svenska stadsförbundets historiska nämnd (1919) och ägde ett dyrbart specialbibliotek angående Malmö och Skåne. 
Isberg författade en mängd arbeten rörande Malmö i äldre och nyare tider, till exempel Malmö stads krönikebok (tre delar, 1911–1913), Malmö stads kyrkor (I, 1915), Malmö stads 600-årsjubileum 1319-1919 (1919), samt avslutade den av hans far författade Bidrag till Malmö stads historia (I-II, 1895–1900) och utgav andra upplagan (1923) av dennes Historisk karta öfver Malmö stad (1875) jämte en diger Handbok med förklaringar till denna. Isberg har även författat diktsamlingen "Ur min drömvärld" (1927).
Isbergs historiska skrifter har varit utsatt för mycket skarp kritik, särskilt vad gäller hans hantering av medeltidshistorien, vilken anses lida av allvarlig brist på källkritik och delvis bestå av rena fantasier.